# Gerzat
Gerzat település Franciaországban, Puy-de-Dôme megyében. Lakosainak száma 10 268 fő (2022. január 1.). Gerzat Ménétrol, Cébazat, Châteaugay, Clermont-Ferrand, Malintrat és Saint-Beauzire községekkel határos.

## Népesség
A település népességének változása:
| Lakosok száma | 10 404 | 10 432 | 10 647 | 10 365 | 10 315 | 10 289 | 10 395 | 10 258 | 10 268 |
|               | 2013   | 2015   | 2016   | 2017   | 2018   | 2019   | 2020   | 2021   | 2022   |